# Glauco de Creta
Glauco de Creta, na mitologia grega, foi um filho de Minos. Morreu afogado num pote de mel e foi ressuscitado por Poliido que o esfregou com certas ervas.
Minos chamou Poliido de Argos, filho de Cerano, e vários outros adivinhos para Creta para encontrar seu filho, a criança Glauco, que havia desaparecido ao ir atrás de um camundongo e cair em um vaso de mel. Os curetes disseram a Minos que ele tinha uma vaca de três cores diferentes, e aquele que melhor a descrevesse seria capaz de achar seu filho vivo. Poliido foi quem venceu a disputa, mas achou Glauco morto, e Minos o trancou com o corpo morto do filho. Quando chegou uma serpente, Poliido, temendo ser morto se a serpente danificasse o corpo, matou-a com uma pedra, mas uma outra serpente veio e ressuscitou a primeira com uma erva. Poliido usou a mesma erva, e ressuscitou Glauco.
Mas Minos não deixou Poliido voltar para Argos, e o obrigou a ensinar a Glauco a arte da adivinhação. Poliido, ensinou, mas quando estava indo embora, disse a Glauco para cuspir em sua boca, o que fez Glauco esquecer tudo.